# 誰が勇者を殺したか
『誰が勇者を殺したか』（だれがゆうしゃをころしたか）は、駄犬による日本のライトノベル作品。イラストはtoi8が担当している。略称は「だれゆう」。「小説家になろう」にて2023年2月から同年9月まで連載され、書籍版が角川スニーカー文庫（KADOKAWA）より同年9月から刊行されている。
魔王討伐後に、帰還しなかった勇者の死をめぐるファンタジー小説。2024年3月時点で第1作が単巻10万部、2025年5月時点でシリーズ累計部数は30万部をそれぞれ突破している。電子書籍ではKADOKAWAの新作ライトノベルにおいて刊行30日間の販売数が歴代第1位となった。『このライトノベルがすごい！2025』では総合新作部門第1位、文庫部門第2位をそれぞれ獲得している。
石田あきらによるコミカライズがカドコミで連載されている。

## あらすじ

### 誰が勇者を殺したか
出典：
勇者アレス・シュミット、剣聖レオン・ミュラー、聖女マリア・ローレン、賢者ソロン・バークレイの4人は4年前に魔王を討伐し、世界に平安が訪れた。だが王都に戻ったパーティの中にアレスはいなかった。仲間たちは勇者アレスは死んだと報告する。
王国は勇者たちの偉業をまとめる事業を立ち上げる。レオン、マリア、ソロンたちが勇者アレスの学生時代を中心に彼の思い出を語る。仲間たちはかつてアレスを低く評価していたが、彼の努力を見て、アレスを勇者だと認めるようになっていった。だがアレスの死については3人とも言葉を濁す。
アレスのいとこのザックがアレスの死の真相を語る。実はアレスは王都到着前に魔族の襲撃で死去していた。ザックはアレスに成り代わり、魔王討伐後に仲間たちに真相を告げてパーティを去る。仲間たちは口裏を合わせ勇者は死んだと報告していた。
これらの聞き取りを行ったのは王女アレクシアだった。アレクシアは想い人であるアレスの手がかりを求め、アレスを勇者とした預言者に面会する。預言者はアレクシアの母だった。アレクシアの母からさらなる真相が明かされる。全ては娘のアレクシアを救うためであった。

### 誰が勇者を殺したか 預言の章
出典：
勇者たちが魔王討伐に赴く中、冒険者レナード、戦士エフセイ、魔法使いソフィア、僧侶ニーナの四人は金目当てのために魔物退治を引き受けていた。預言者はレナードのありかたに興味を持ち、彼を勇者にしようとする。最初はレナードのことを軽蔑していた預言者だが、彼が人々を救うために金を集めていることを知り、考えを改める。
レナードは魔人に敗れ死亡するが、預言者はやり直しの世界でアレスにレナードを救うように依頼した。レナードは助けられ、預言者である王妃と対面する。

## 登場人物
アレス・シュミット
魔王を討伐した勇者。ファルム学院の生徒であり、レオンたちと学院生活を送っていた。平民出身で特別な才能はないが、勇者になるという強い意志を持つ。その正体はいとこのザックであり、本物のアレスはすでに死去している。そのことが原因で魔王討伐後に姿をくらました。
レオン・ミュラー
剣聖。アレスとはファルム学院で交流があり、アレスより優れた剣の腕を持つ。他の仲間同様に、アレスのことを低く評価していたが、徐々に勇者として認めるようになる。
マリア・ローレン
聖女。ファルム学院では、アレスをパシリにしていた。著者によると物語の堅苦しい雰囲気を崩すために、あえて尖ったキャラにした。
ソロン・バークレイ
賢者。友人がいなかったが、アレスを友人として認める。
アレクシア
王女でありアレスの結婚相手でもあるとともに、アレスに好意を持っている。レオンたちにインタビューを行い、アレスの行方を探す。
アレクシアの母
預言者であり、アレスを勇者に選んだ。ループして世界をやり直す能力を持っており、魔王討伐のために何度も勇者を選び直している。
レナード、エフセイ、ソフィア、ニーナ
金目当てで魔物を退治する冒険者たち。

## 制作背景
著者の駄犬は書籍編集者などを経験し、40歳を超えた会社員である。子育てや趣味に割く時間が減ったことから小説の執筆を行うようになった。
「小説家になろう」に『モンスターの肉を食っていたら王位に就いた件』を投稿したものの、あまり読まれることなく、その次に投稿したのが、なろうのイメージに合わせたものではなく、「真面目な物語」として書いた『誰が勇者を殺したか』だった。
作品の着想のもととなったのは『ドラゴンクエストIII そして伝説へ…』であり、著者が世代であったことにくわえ、主人公の勇者が何も語らないのが印象的だったと述べる。過去のことをインタビュー形式で探るという作品の形式は浅田次郎『壬生義士伝』（文春文庫）や百田尚樹『永遠の0』（講談社文庫）の影響であるとする。
執筆にあたっては、勇者の仲間に対する3本のインタビュー部分の原稿をまず書き、結末は決めていなかった。主人公の仲間となるキャラクターについてはレオンを「正統的なキャラ」として、マリアをその反対になるものとして、ソロンを「人間らしいキャラ」として作っている。
投稿当初は反響も乏しかったが、完結後にアクセス数が上がっている。
この作品は注目を集めた結果、複数の出版社から書籍化の打診があったものの、一番早く連絡があった角川スニーカー文庫からの出版を決めている。なお、マイクロマガジン社のGCノベルズ&GCN文庫編集部や主婦と生活社の文芸コミック編集部の編集者も書籍化の検討を行っていた。
担当編集者は『お見合いしたくなかったので、無理難題な条件をつけたら同級生が来た件について』などラブコメ・ファンタジーを担当している編集者であり、書籍化にあたっては編集者からの指摘はほとんどなく、あまり修正を行わなかった。
イラストはtoi8が制作し、カバーの方向性は担当編集者が考えている。toi8が選ばれた理由は、他の作品との異質感を出していくためだったとされる。また、駄犬はtoi8による「（厭な眼で）マリア様がみてる」などのカウントダウンのイラストが印象的だったと述べている。
ミステリではなくファンタジーを主題として制作されており、「『きっと人は美しいものだ』という想いを詰め込んだ空想のようなもの」と著者は述べている。また、本屋大賞を受賞したい旨を作者は述べていた。後述のとおり売れ行きが非常に良く、続編の制作が行われる。
メディアミックスとして、石田あきらによるコミカライズが2024年8月1日よりカドコミで連載されている。

## 評価
「次にくるライトノベル大賞2023」では文庫部門第4位となり、「次にくるライトノベル大賞2024」文庫部門でも5位を獲得している。『このライトノベルがすごい！2025』では総合新作部門第1位、文庫部門第2位をそれぞれ獲得している。
スニーカー文庫の担当編集者は「今までのファンタジー作品にあまりない切り口、構成、見せ方、まったく新しいジャンルであり、そこが一番の魅力」と評している。また、堀井雄二による推薦コメントも寄せられている。
内容面では『葬送のフリーレン』と同様に、ゲームなどで定番の「勇者」の魔王討伐後を描く点に特徴がある。また、ファンタジーに加えて、ミステリ、SF要素がある点も特色である。ゲームデザイナーの朱鷺田祐介はドキュメンタリー構造により、登場人物の証言を推理・分析することで真相にたどり着くという手法をファンタジーと組み合わせたことで新たな面白さを創出したと評価している
評論家のタニグチリウイチは、勇者を最初から特別な存在として描くのではなく、自分の努力と意思でなるものとして描く点に本作の特徴があると述べる。
文学研究者の西貝怜は、努力によって英雄になるという『テイルズオブデスティニー2』、世界改変を拒絶する『ブレイブ・ストーリー』などのストーリー面での前例を指摘しつつも、本作においては一見するとミステリのように思えたシーンが、アレスや仲間たちの魅力を効果的に描き出す機能を持っていると述べている。

## 既刊一覧

### 小説
- 駄犬（著）・toi8（イラスト）、KADOKAWA〈角川スニーカー文庫〉、既刊3巻（2025年5月30日現在）
  - 『誰が勇者を殺したか』2023年10月1日発行（9月29日発売[18]）、ISBN 978-4-04-114184-7
  - 『誰が勇者を殺したか 預言の章』2024年8月1日発行（同日発売[19]）、ISBN 978-4-04-115230-0
  - 『誰が勇者を殺したか 勇者の章』2025年5月30日発売[20]、ISBN 978-4-04-116257-6

### 漫画
- 石田あきら（漫画）・駄犬（原作）・toi8（キャラクター原案） 『誰が勇者を殺したか』 KADOKAWA〈カドコミ〉、既刊1巻（2025年7月7日現在）
  1. 2025年7月7日発売[21][22]、ISBN 978-4-04-811540-7